# Slagelse FH
Slagelse Forenede Håndboldklubber, kurz Slagelse FH, ist ein Handballverein aus der dänischen Stadt Slagelse.

## Geschichte
Slagelse FH, dessen erste Damenmannschaft zwischen 2005 und 2008 als Slagelse DT (Slagelse Dream Team) antrat, spielte lange Zeit in der 1. Division, die zweite dänischen Liga. Erst nach der Übernahme des Klubs durch die Trainerin Anja Andersen 1999 stellten sich die ersten Erfolge ein. Der Aufstieg in die Damehåndboldligaen, die höchste dänische Spielklasse, gelang auf Anhieb und das Team entwickelte sich unter ihre Führung schnell zu einem der besten im Damenhandball weltweit. Es gelang ihr einige der besten Handballerinnen des Landes nach Slagelse zu holen, darunter auch ihre einstige Nationalmannschaftskollegin Janne Kolling. Im Jahre 2003 konnte der Verein erstmals die dänische Meisterschaft gewinnen und mit dem Gewinn des EHF-Cups im Finale gegen Dunaferr SE aus Ungarn erste kleinere internationale Erfolge feiern. In den Jahren 2004 und 2005 konnte man sogar gleich die Champions League, bei den ersten beiden Teilnahmen, für sich entscheiden (2005 gegen Gorce Petrov Skopje, 2004 gegen Krim Laibach). 2007 gewann Slagelse erneut die Champions League.
Mit Ende der Saison 2007/08 verließ die Weltklassetrainerin Anja Andersen, die zwischenzeitlich gesundheitliche Probleme hatte, den Klub. Mit ihr gingen auch die wichtigsten Spielerinnen. Ende 2007 erfolgten drei Vertragsaustritte. Zehn weitere Abgänge im Sommer folgten. Auch zahlreiche Sponsoren beendeten ihr Engagement. Mit einer komplett neuformierten Mannschaft belegte Slagelse in der Saison 2008/09 den letzten Platz und stieg somit in die 1. Division ab. Im Jahr 2011 gelang Slagelse die Rückkehr in die Damehåndboldligaen. Am 1. Februar 2013 meldete der Verein Insolvenz an, woraufhin die Mannschaft nicht mehr am Spielbetrieb teilnahm und als Absteiger feststand.

## Erfolge
- National:
  - Dänischer Meister: 2003, 2005, 2007
  - Dänischer Pokalsieger: 2002
- International:
  - Champions League: 2004, 2005, 2007
  - EHF-Pokal: 2003

## Bekannte ehemalige Spielerinnen
- Camilla Andersen
- Ausra Fridrikas
- Cecilie Leganger
- Carmen Lungu
- Mette Melgaard
- Bojana Popović
- Maja Savić
- Emilija Turei
- Ana Batinić